# Edgefield (Caroline du Sud)
Pour les articles homonymes, voir Edgefield.
La ville d'Edgefield est le siège du comté d'Edgefield, situé en Caroline du Sud, aux États-Unis.

## Démographie
| 1860 | 1870 | 1880 | 1890  | 1900  | 1910  |
| ---- | ---- | ---- | ----- | ----- | ----- |
| 518  | 846  | 808  | 1 168 | 1 775 | 1 771 |

| 1920  | 1930  | 1940  | 1950  | 1960  | 1970  |
| ----- | ----- | ----- | ----- | ----- | ----- |
| 1 865 | 2 132 | 2 119 | 2 518 | 2 876 | 2 750 |

| 1980  | 1990  | 2000  | 2010  | - | - |
| ----- | ----- | ----- | ----- | - | - |
| 2 713 | 2 563 | 4 449 | 4 750 | - | - |